# Kallasaragur, Heggadadevankote
Kallasaragur là một làng thuộc tehsil Heggadadevankote, huyện Mysore, bang Karnataka, Ấn Độ.